# Fenjan Albalad
Fenjan Albalad (in arabo فنجان البلد‎?, La coppa della patria) è una serie TV giordano-palestinese, prodotta e diretta da Abdulrahman Daher. La serie ha debuttato nel 2013 su Roya TV e si articola in 3 stagioni, per un totale di 60 episodi, filmati tra Palestina e Giordania.
Alcune delle scene della serie sono conservate nella Biblioteca nazionale della Giordania.

## Trama
I racconti della serie discutono temi politici e sociali delicati legati alla Palestina e al mondo arabo, mettendo in evidenza una forte critica alla corruzione presente nei governi e nelle persone in carica.

## Episodi
| Stagione         | Episodi | Prima TV originale |
| ---------------- | ------- | ------------------ |
| Prima stagione   | 30      | 2013               |
| Seconda stagione | 15      | 2014               |
| Terza stagione   | 15      | 2015               |

## Produzione

### In Palestina
La prima stagione è stata prodotta in Palestina nel 2013 e trasmessa sulla Roya TV, una televisione giordana. La serie ha generato molte polemiche per il suo stile politico innovativo e le durissime critiche alla corruzione all'interno dell'Autorità Nazionale Palestinese. Di conseguenza, sono state intraprese azioni giudiziarie e sono state comminate restrizioni alla casa di produzione, costringendo il regista e sceneggiatore Abdulrahman Daher e il suo team a trasferirsi in Giordania per le future stagioni.

### In Giordania
La seconda stagione è stata realizzata in Giordania nel 2014 e trasmessa su Roya TV. Questa stagione ha portato l'Autorità Nazionale Palestinese a chiudere temporaneamente l'ufficio di Ramallah di Roya TV, per la messa in onda di contenuti considerati offensivi nei confronti del governo palestinese. A causa di queste pressioni, Roya TV non è riuscita a produrre la terza stagione.
Nel 2015, il regista Abdulrahman Daher ha stipulato un accordo con Al Araby Television Network per la produzione e la trasmissione della terza stagione. Cinque anni dopo, nel 2020, al suo ritorno in Palestina, Daher è stato arrestato dall'Autorità Nazionale Palestinese con l'accusa di aver offeso l'ente attraverso il suo lavoro televisivo. Il suo processo ha attirato molta attenzione mediatica e ha spinto attivisti, giornalisti e difensori dei diritti umani a chiedere la sua liberazione, culminando nella sua assoluzione nel 2022, dopo due anni di battaglie legali.